# Гладкогръба морска свиня
Гладкогръбата морска свиня (Neophocaena phocaenoides) е вид бозайник от семейство Морски свине (Phocoenidae). Видът е световно застрашен, със статут „уязвим“. Името на вида е дадено от Джордж Гъвиър през 1829 г.
Поради малкия си размер гладкогръбата морска свиня е изключително уязвима и много често загива в хрилни мрежи. Затова и нейната популация е записана в Червената книга като застрашен вид. Гладкогръбата морска свиня (Neophocaena phocaenoides) е по-малка от безперковата морска свиня (N. asiaeorientalis) и това води до още по-трудното ѝ освобождаване от мрежите и до нейната смърт в тях. Усиленият риболов по метода с хрилни мрежи в районите на местообитание на гладкогръбата морска свиня е довел до намаляване или до пълното ѝ изтребване. За последните 50 години усиленият риболов в ареала, обитаван от гладкогръбата морска свиня, води до над 30% смаляване на нейната популация (по данни до 2007 г.)

## Разпространение и местообитание
Разпространен е в Бангладеш, Бахрейн, Бруней, Виетнам, Индия, Индонезия, Ирак, Иран, Камбоджа, Катар, Китай, Кувейт, Малайзия, Мианмар, Обединените арабски емирства, Пакистан, Саудитска Арабия, Сингапур, Тайланд и Хонконг.